# Portrait of a Call Girl
Portrait of a Call Girl è un film pornografico americano del 2011 con protagonista Jessie Andrews, scritto e diretto da Graham Travis. Nel 2012 il film ha ricevuto 19 nomination sia per premi creativi che tecnici, vincendo quattro AVN Awards come migliore attrice, miglior regista, miglior lungometraggio e il primo premio Movie of the Year dell'AVN;  un premio XRCO per il miglior film epico; e sei XBIZ Awards per la recitazione dell'anno - donna, miglior film, miglior interpretazione non sessuale dell'anno, regista dell'anno - progetto individuale e lungometraggio dell'anno.

## Trama
Ellie è una giovane ragazza di campagna che fugge in città per motivi familiari e inizia a lavorare come escort.

## Riconoscimenti
AVN Awards
- 2012 - Best Director - Feature a Graham Travis[3]
- 2012 - Best Actress a Jessie Andrews[3]
- 2012 - Best Feature[3]

XBIZ Awards
- 2012 - Feature Movie Of The Year[4]
- 2012 - Director Of The Year - Individual Project a Graham Travis[4]
- 2012 - Acting Performance Of The Year - Female a Jessie Andrews[4]
- 2012 - Best Cinematography[4]
- 2012 - Non-Sex Acting Performance Of The Year a Alec Knight[4]
- 2012 - Screenplay Of The Year[4]

XRCO Award
- 2012 - Best Epic[5]

NightMoves Award
- 2012 - Best Feature (Editor's Choice)[6]